# مركز الشيوعيين الهنود
كان مركز الشيوعيين الهنديين منظمة ماوية في كيرالا في جنوب الهند. تاسست المنظمة في عام 1974. المنظمة بعد ظهر انقسام في الحزب الشيوعي الهند (ماركسي).
في عام 1977 كانت المنظمة العشرة المنظمات ماوية التي حظرتها الحكومة المركزية.
في عام 2000 اندمج الحزب مع منظمة ماوية وأسسوا الحزب الشيوعي الهندي -الماوي